# 닐라칸타 소마야지
케아울러 닐라칸타 소마야지(Keļallur Nilakantha Somayaji 1444년 6월 14일 – 1544년) 또는 케아울러 코마티리(Keļallur Comatiri)라고도 하는 닐라칸타 소마야지(Nilakantha Somayaji)는 케랄라(말라얄람어: കേരളം, 힌디어: केरल) 지역에 기반한 천문학 및 수학을 주요하게 다룬 케랄라 천문학 및 수학 학교(Kerala school of astronomy and mathematics)의 주요 수학자이자 천문학자였다. 그의 가장 영향력있는 작품 중 하나는 1501년에 완성된 포괄적인 천문학 논문 탄트라삼그라하(Tantrasamgraha)이다. 그는 또한 아리아바티야 바샤(Aryabhatiya Bhasya)라고하는 저서에서 아리아바티야(Aryabhatiya)에 대한 정교한 주석을 썼다. 이 '아리아바티야 바샤'(Aryabhatiya Bhasya)에서 닐라칸타 소마야지(Nilakantha Somayaji)는 삼각 함수(trigonometric functions)의 무한 급수(infinite series) 확장과 대수학(algebra) 및 구면 기하학(spherical geometry) 문제에 대해 논의했다. 과파레크사크라마(Grahapareeksakrama)는 당시의 도구를 기반으로 한 천문학 관찰에 관한 매뉴얼이다. 케아울러 초마티리(Kelallur Chomaathiri)로도  알려진 그는 바타세리 파라메쉬와란 남부디리(Vatasseri Parameshwaran Nambudiri)와 동등한 역할과 업적에서 인정받고 있다.

## 같이 보기
- 그레고리 급수
- 제하데바